# Departamentul Kouffo
Departamentul Kouffo este o unitate administrativă de gradul I a Beninului. Reședința sa este orașul Aplahoué.